# Koenigsegg Regera
Koenigsegg Regera — модель спортивного автомобіля з гібридним  приводом типу Plug-in hybrid (бензиновий ДВЗ + електричний двигуни), класу «суперкар» шведської фірми Koenigsegg загальною потужністю 1500 к.с., здатний розвивати понад 400 км/год. Це перший Гран-турізмо компанії.
Початок випуску — 2015 рік, початок продажу березень 2016. Модель планується будувати протягом 5 років обмеженою серією у 80 екземлярів. Вперше авто було представлено на Женевському автосалоні в березні 2015.

## Назва

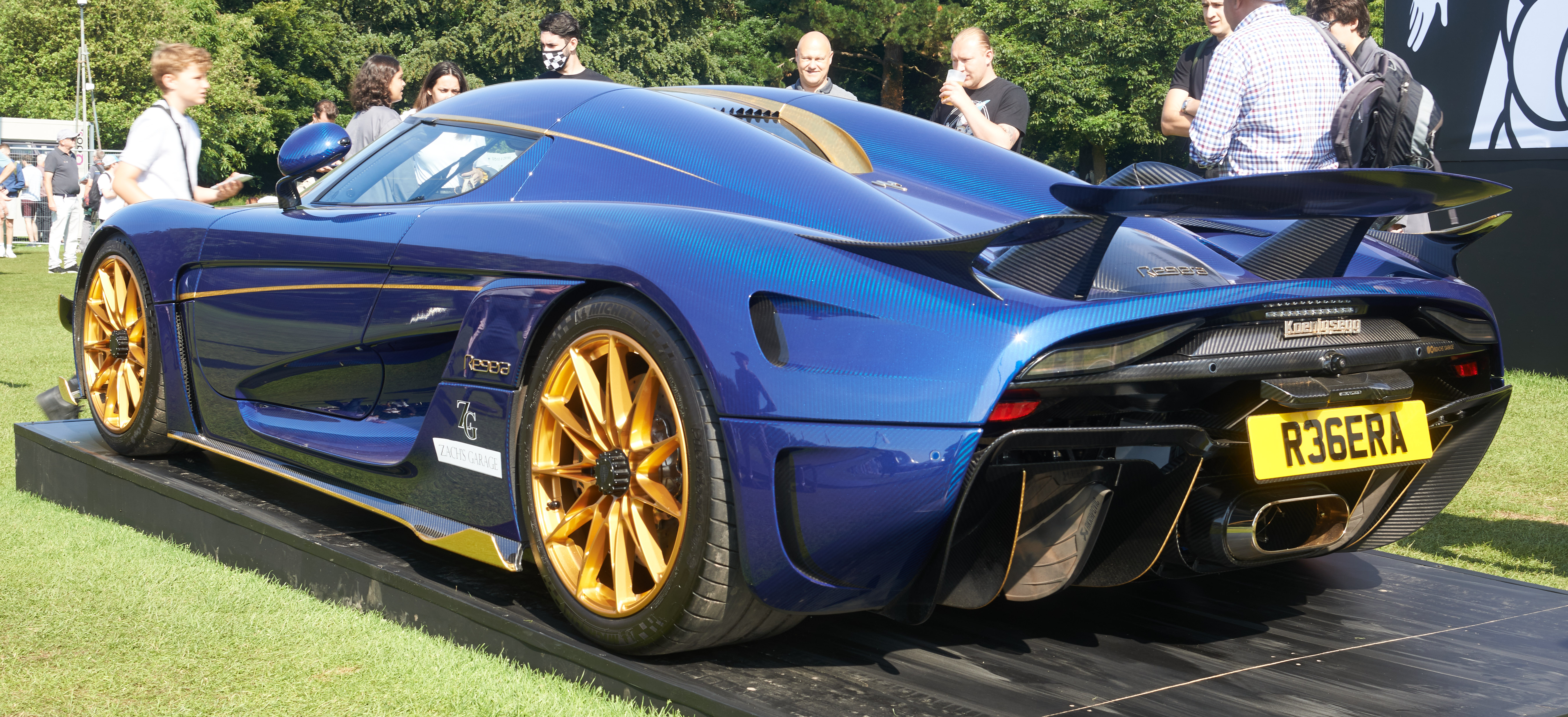
Koenigsegg Regera

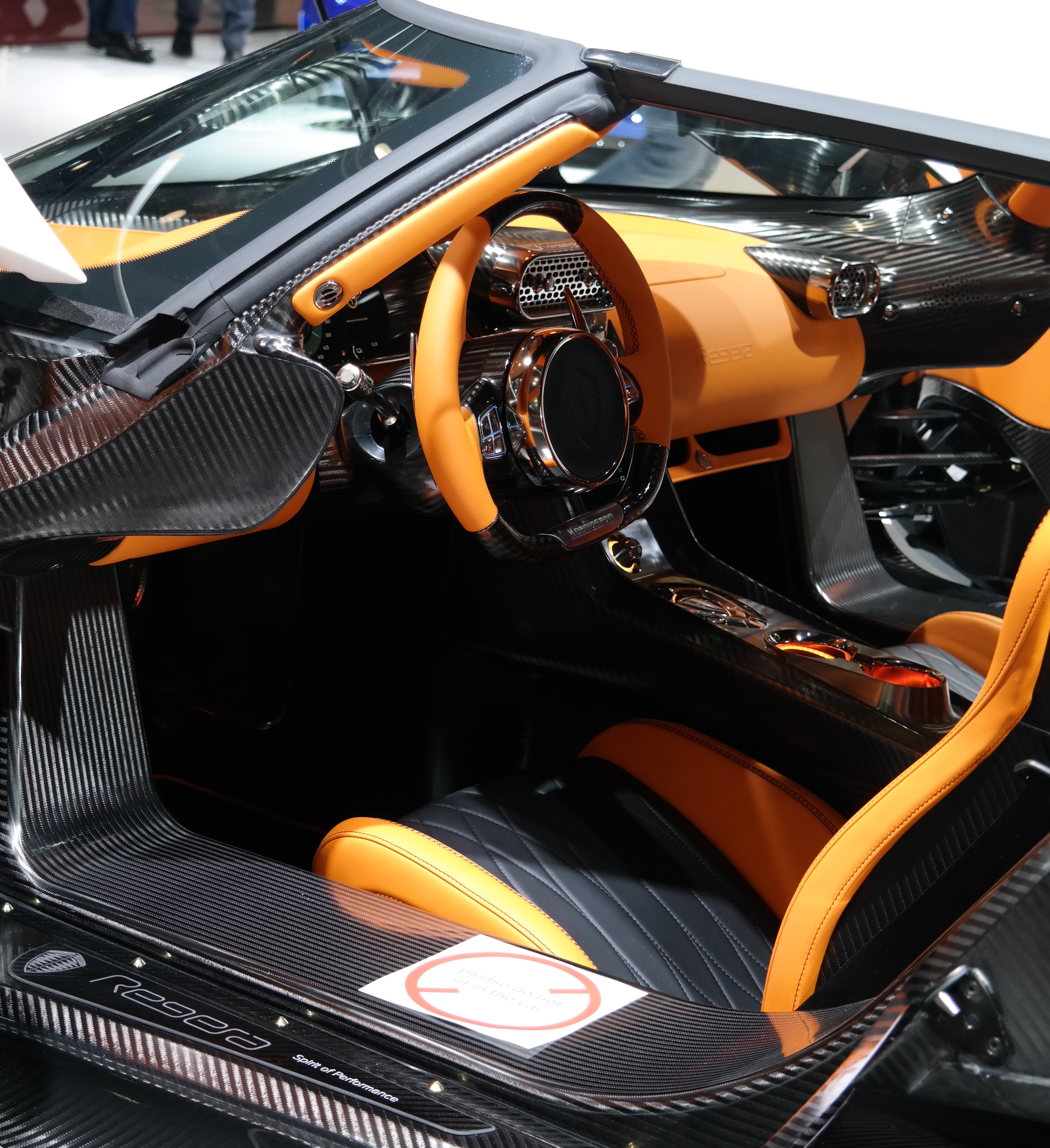

Regera є шведським дієсловом, що означає «to reign» (царювати).

## Технічні характеристики
Суперкар оснащений 5-літровим твін-турбо "V8", який розвиває 1 100 кінських сил і 1 280 Нм крутного моменту при 4 100 оборотах в хвилину (в діапазоні 2 700-6 170 обертів момент досягає 1 000 Нм)
До силової установки також входять три електро-мотори розроблені фірмою YASA. Два з них розташовані по одному в задніх колесах (по 245 сил і 260 Нм кожен) та один на валу від ДВЗ (217 сил, 300 Нм). Для моделі була розроблена нова коробка передач, яка носить назву Koenigsegg Direct Drive Transmission (KDD).
Сумарна потужність становить 1509 к.с. 2000 Нм.
Живлять електромотори комплект літієвих батарей з рідинним охолодженням, розроблених спільно із фахівцями фірми Rimac. Ємність батарей становить 9,27 кВт/год, об'єм 67 л, а маса — 115 кг. Виключно на електротязі суперкар може проїхати від 35 до 50 км. Заряджаються вони за допомогою системи рекуперації енергії при гальмуванні або від розетки.  
Авто має задній привід. 

## Динамічні характеристики
| Прискорення - гальмування    | Прискорення - гальмування |
| ---------------------------- | ------------------------- |
| Прискорення 0-100 км/год     | 2,8 с.                    |
| Прискорення 0-200 км/год     | 6,6 с.                    |
| Прискорення 0-300 км/год     | 10,9 с.                   |
| Прискорення 0-400 км/год     | до 20,0 с.                |
| Прискорення 150-250 км/год   | 3,2 с.                    |
| Максимальна швидкість        | до 410 км/год             |
| Гальмівний шлях 100-0 км/год | ... м                     |

## Економічні показники
Офіційна ціна не повідомляється. Очікувана ціна оцінюється в $ 1.890.000 або € 1,7 млн.